# Chaire de l'évêque Maximien

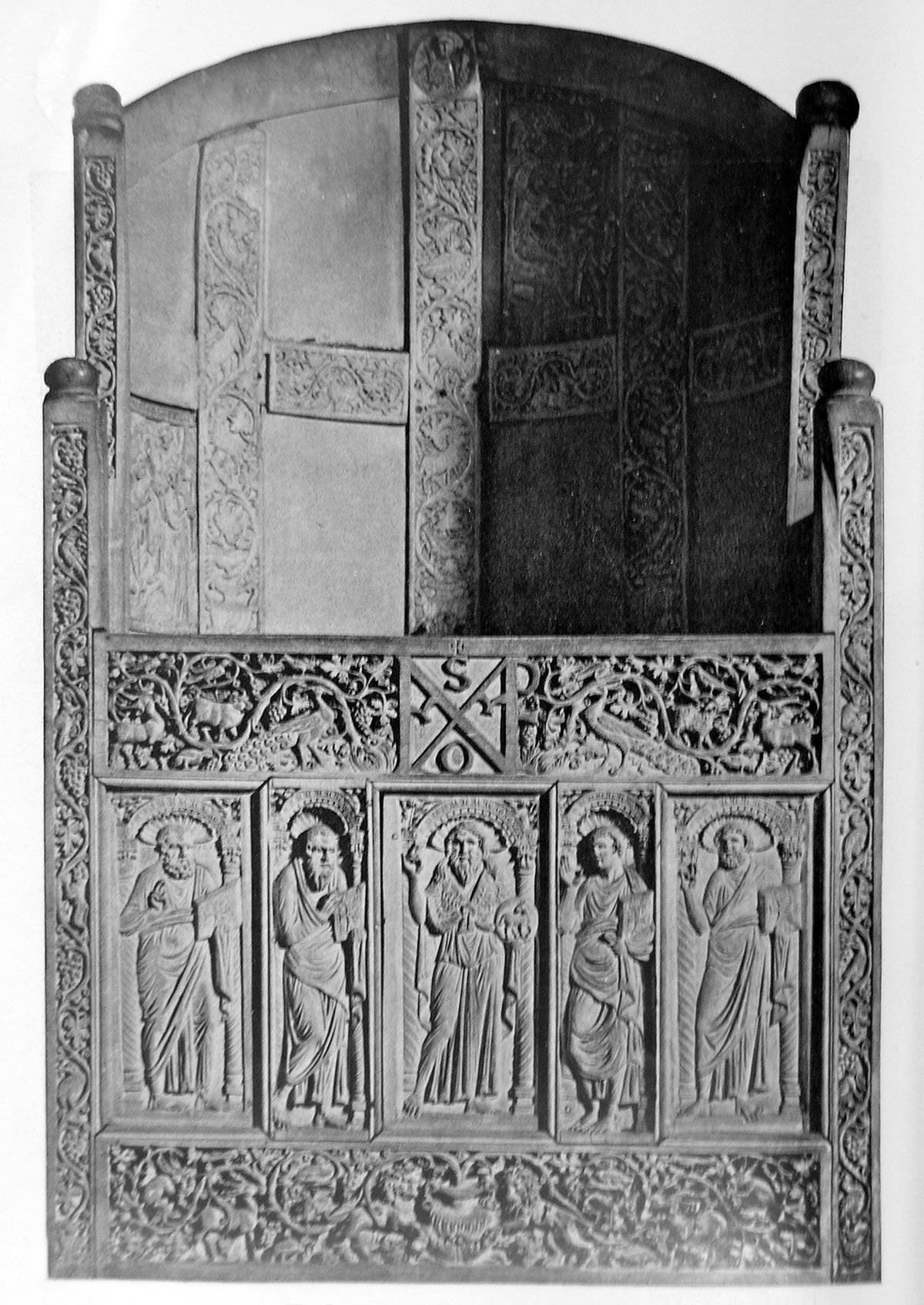
La chaire de Maximien vue de face, avec le monogramme de l'archevêque

La chaire de l'évêque Maximien est une chaire (ou cathèdre) en ivoire sculpté, de style byzantin primitif ou paléochrétien, réalisée au milieu du VIe siècle pour l'évêque Maximien de Ravenne. 
Cette œuvre est conservée au musée archiépiscopal de Ravenne.

## Contexte de réalisation
Ravenne devient en 402 la capitale impériale de l’Empire romain d’Occident.
En 540, pendant le règne de Justinien, les armées de Byzance commandées par le général Bélisaire prennent la ville. Ravenne devient le plus grand centre politique et religieux de l’Italie. De nombreuses constructions et décorations d’églises sont commandées par l’évêque Maximien.
Maximien est né dans la ville de Pula, en Istrie, dans l'actuelle Croatie. Il est consacré évêque de Ravenne, en 546 par le pape Vigile à Patras (en Grèce).
Cet évêque, qui officia peu de temps après la reprise de Ravenne par l'armée de Justinien en 540, est associé au patronage de deux des principales églises de l'évêché, San Vitale, dédiée en 546, et Basilique Saint-Apollinaire in Classe, en 549. Ses liens avec Constantinople étaient très étroits, comme en témoigne la fameuse mosaïque qui le représente aux côtés de Justinien dans la première. C'est une des raisons pour lesquelles on a pu proposer que la chaire lui avait été offerte par l'empereur.
La chaire est en ivoire sculpté. La date et l'origine de cette œuvre ne sont pas connues avec certitude. Elle aurait pu être faite vers 550. Certains affirment qu’elle a été probablement sculptée à Constantinople, d’autres que c’est à Ravenne. Il n’y a pas d’autres ivoires du même type permettant de valider l'une ou l'autre des hypothèses. Les cadres ornementaux à rinceaux peuplés qu’on y voit, rappellent des compositions ornementales romaines de l'Antiquité tardive, aussi répandues dans l'art copte et syrien à cette époque. Le style et la technique les apparentent à des ivoires gréco-orientaux du VIe siècle, qui pourraient être originaires de Syrie ou de Constantinople. Mais un atelier installé à Ravenne aurait pu aussi la produire. L'art de l'ivoire étant assez répandu dans le bassin méditerranéen et en Europe depuis l'Antiquité, avec peu de pièces parvenues jusqu'à nos jours, d'origines éparses, et les éléments de style ainsi que les techniques utilisées pour cette chaire n'ayant pas beaucoup évolués depuis longtemps à cette époque, on ne peut déterminer précisément l'origine de cette œuvre ou de son auteur à partir de ces éléments.

## Description
La chaire de l'évêque Maximien est un trône épiscopal (cathedra) en ivoire. La richesse de sa décoration et la rareté de ce type de mobilier en font un témoignage exceptionnel de la sculpture sur ivoire paléochrétienne. Cette chaire n’est pas faite pour s’asseoir dessus, elle est trop fragile. Certains historiens d’art pensent qu’elle servait de support pour les saintes écritures.  
Cette œuvre a la forme d’un fauteuil avec siège semi-circulaire, accoudoirs et grand dossier arrondi dans sa partie haute. À l’extérieur comme à l’intérieur, des plaquettes d’ivoire sculptées recouvrent toutes les surfaces du trône. Des cadres richement ornementés y renferment des panneaux rectangulaires consacrés chacun à une scène différente. On trouve côte à côte les images des deux Testaments, des prophètes et des évangélistes. 
Il s'agit d'une œuvre complexe, composée à l'origine de 26 feuillets d'ivoire sculptés, appartenant à deux cycles narratifs distincts : les 16 panneaux du dossier du trône — dont 9 sont perdus — étaient décorés de scènes de la vie du Christ (scène de jeunesse, miracle, noces de Cana, multiplication des pains). Les panneaux supérieurs étaient sculptés des deux côtés.

Les 10 panneaux des côtés de la chaire présentent, eux, le cycle de Joseph. Le devant du trône, enfin, possède les panneaux les plus soignés, représentant les quatre évangélistes de part et d'autre de saint Jean-Baptiste tenant l'Agneau de Dieu dans un médaillon.

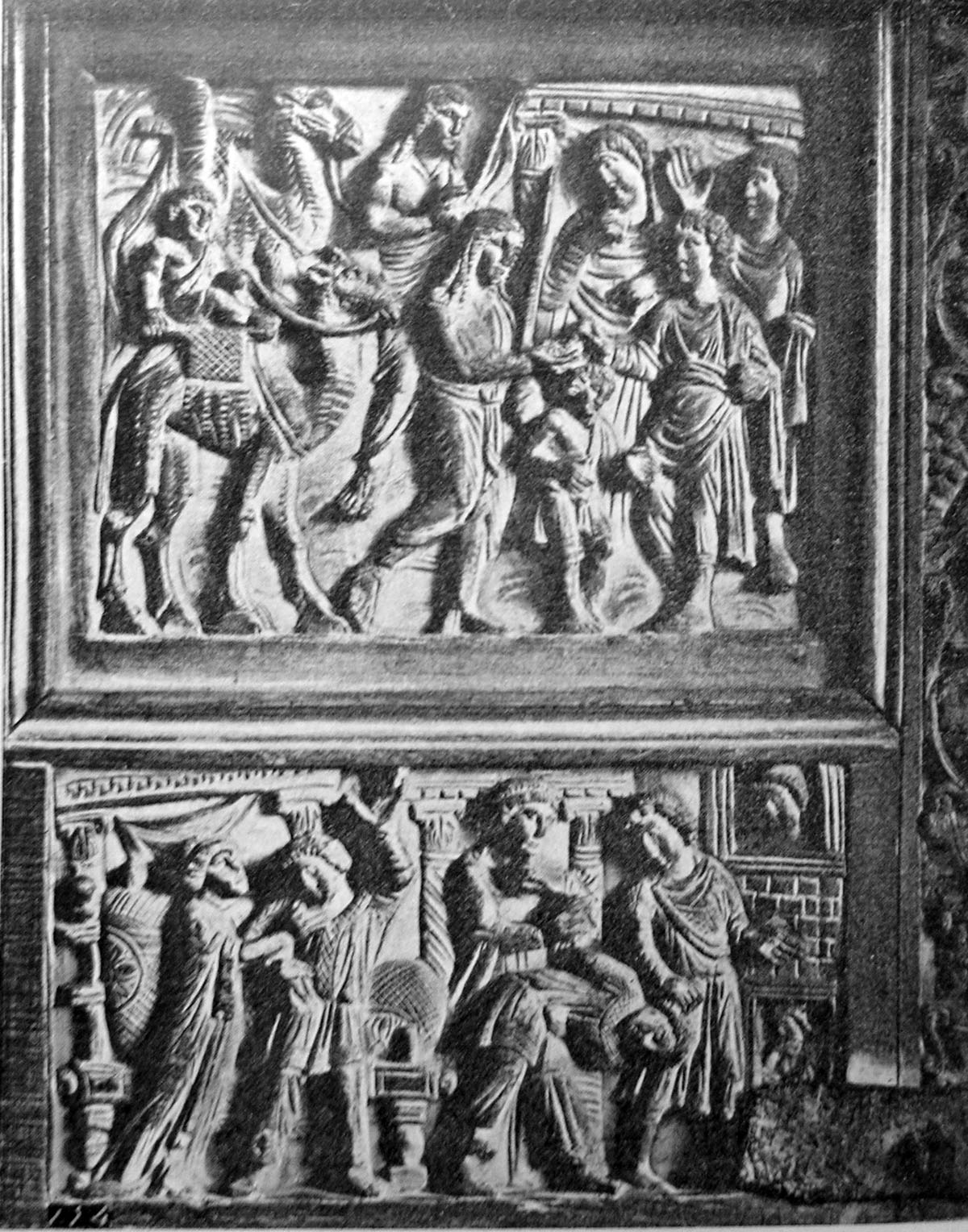
Panneaux de la chaire représentant la vie de Joseph

Enfin plus bas encore sur le devant du trône, on peut voir les 4 évangélistes et saint Jean-Baptiste sculptés en façade, malgré les drapés inspirés de l’art grec. Ils font le signe de croix et tiennent le livre saint dans l’autre main. Ils sont assez statiques, proche de l’art romain tardif. On voit alignés côte à côte les quatre évangélistes, debout, et au milieu d’eux, porté par Jean-Baptiste, l’agneau Pascal qui est le symbole de la Rédemption.
Alors que la moitié des scènes du Nouveau Testament ont disparu du dossier de la chaire, les dix plaques de l’histoire de Joseph placées sur les deux montants sont toujours présentes. Comment comprendre cette importance donnée à l’histoire du dernier des patriarches ?

C’est par son rapport avec les scènes évangéliques figurant sur le dossier, que le cycle de Joseph prend ici tout son sens. La lecture est typologique, présentant ces scènes de l’Ancien Testament qui font une sorte de préambule pour les scènes du Christ.
Ainsi, l’épisode de la distribution de blé par Joseph en Égypte, se comprend mieux quand on y voit, comme de nombreux Pères de l’Église, une préfiguration de l’Eucharistie. Il fait ainsi écho à deux autres plaques du dossier qui représentent l’une, les noces de Cana, et l'autre l’épisode de la multiplication des pains.
Cette même logique va permettre de résoudre un problème. Au VIe siècle, représenter le Christ en croix reste difficilement concevable. Il y a encore un long chemin à faire avant que l’association concrète du « Vivant » et de son instrument de supplice devienne familière aux chrétiens. Aussi, sur la chaire de Maximien, ce sont certains épisodes de la vie de Joseph qui permettent d’évoquer symboliquement la Passion du Christ. La « descente de Joseph dans la citerne » en est un exemple : tandis qu’on égorge un agneau pour en arroser de sang la tunique de Joseph, le jeune homme, dans un geste d’abandon, se laisse descendre au fond de la citerne. « Les frères de Joseph présentant à Jacob la tunique ensanglantée de son fils » et « l’arrestation de Joseph » sont du même ordre.
Enfin, il ne faut pas oublier que le cycle de Joseph est représenté ici sur une chaire épiscopale. Avec sa capacité à interpréter les signes divins (les songes de Pharaon), à pratiquer la vertu (il résiste à la femme de  Putiphar, il pardonne à ses frères), à gouverner toute chose avec sagesse (il gère les biens de Pharaon et fait échec à la famine), Joseph, image du Christ, apparaît aussi comme un modèle. Il rassemble en lui seul ce que l’on attend d’un évêque.
On peut donc constater que la chaire de Maximien, est un lien entre l'Ancien et le Nouveau Testament avec des scènes qui se font écho entre elles. Cette chaire est là pour représenter les devoirs d'un évêque. Bien qu'elle soit abimée, c'est une œuvre d'une richesse énorme qui fournit un témoignage important sur la sculpture en ivoire paléochrétienne. D'ailleurs les différences de style entre les panneaux de la partie avant du trône et ceux du dossier sont très marquées, et ne sont pas sans rappeler celles qui existent entre le panneau central et les plaques latérales de l'ivoire Barberini.
Le monogramme central est assez particulier. S'entremêlent les deux chrismes, mais ils ne sont pas organisés aux manières habituelles.
- des deux lettres grecques Χ (chi) et Ρ (rhô) deux premières lettres du mot Χριστός (Christ) qui sont là côte à côte et non pas superposées.
- idem pour les deux lettres grecques I (iota) Χ (chi) des initiales de Ἰησοῦς Χριστός (Jésus-Christ).
- il est possible que les positions des lettres soit choisies pour suggérer aussi le M de Maximien.
- d'habitude on trouve à droite la lettre α (Alpha) et à gauche le ω (Oméga). Ces lettres, qui encadrent l'alphabet grec, symbolisent la totalité : le commencement et la fin. Mais là, on trouve en haut un S et en bas un O qui posent question.